# Антоли, Яков
Яков бен-Абба-Мари бен-Самсон Антоли, или кратко Анатолио (иногда искажено в Абталион) (1194, Марсель — 1256), — провансальский (ныне Южная Франция) еврейский проповедник, переводчик с арабского языка и библейский комментатор (экзегет). Был приглашён в Неаполь императором Фридрихом II для продолжения своих работ в его библиотеке. Стал первым переводчиком комментариев Аверроэса на еврейский язык. Поклонник учения Маймонида; как комментатор-аллегорист, рассматривал три этажа Ноева ковчега как символы математики, физики и метафизики.

## Биография
Жил около 1194—1256 годов. Несомненно родом из Южной Франции, хотя мнение Штейншнейдера и Цунца, считающих местом его рождения Марсель, спорно. Уже в раннем возрасте у Антоли замечалось стремление к литературной деятельности, которое развивали в нём его учёные товарищи-предшественники из Нарбонны и Безье.
Был зятем, а быть может, также и шурином Самуила ибн-Тиббона, переводчика произведений Маймонида. Сын Самуила, Моисей ибн-Тиббон часто называет Антоли дядей, что дает повод полагать, что Самуил был женат на сестре Антоли, который впоследствии женился на дочери первого. Благодаря родственной связи с Тиббонидами, Антоли был введён в философию Маймонида, изучение которой впоследствии рассматривалось им как начало его просвещения и верного понимания Святого Писания. Его уважение к Маймониду не знало границ, и в полемике с критиками-хулителями Маймонида он мало стеснялся в выражениях.
Занимался переводом астрономических трактатов Аверроэса и других учёных; однако по настоянию друзей Антоли направил свое внимание на логику и спекулятивные произведения, указывая другим на то важное значение, которое логика имеет для религиозной полемики. С того времени утренние часы он посвящал астрономическим работам, а вечерние — логике.
Антоли настолько прославился переводами, что император Фридрих II, просвещённейший монарх своего времени, пригласил его в Неаполь, где он мог под покровительством самого императора продолжить свои ученые труды, особенно еврейские переводы научных арабских сочинений.

## Идеи
Антоли толкует Библию и Агаду в Маймонидовом духе, рационализируя чудеса и облекая, насколько возможно, каждый текст в философско-аллегорическую форму. Как аллегорист занимает почётное место в ряду других комментаторов, начиная с Филона; его можно рассматривать как пионера в деле применения Маймонидовых идей к синагогальной проповеди. Это он делал ещё в родном городе по случаю частных и общественных празднеств, например, при венчаниях и т. п. Позже начал произносить субботние послеобеденные речи, в которых проводил аллегорическую методу библейской экзегетики. Это вызвало оппозицию со стороны антимаймонистов, число которых было довольно значительно в Провансе. Но именно в Неаполе взгляды Антоли встретили ещё более значительную оппозицию со стороны его ортодоксальных слушателей.
Не стеснялся упрекать раввинов в небрежном отношении не только к основательному изучению, но и к обязательному чтению Библии, обвиняя их в том, что они отдают предпочтение талмудической диалектике. Указывал на разные недостатки в домашней жизни и в религиозных обычаях своего народа, приписывая эти ненормальности подражанию евреев нравам окружающей их среды.
Научные занятия Антали считает абсолютно необходимыми для верного понимания религии, вопреки мнению его современников, считавших бесполезной тратой времени те часы, которые он проводил в изучении математики и философии. Антали обнаруживает большое знакомство не только с еврейскими классическими экзегетами и Вульгатой, но и с Платоном, Аристотелем, Аверроэсом, равно как и со многими христианскими институтами, многие из которых, например, безбрачие и монашеский аскетизм, подвергаются его беспощадной критике; такой же критике он подвергает и некоторые еретические учения. Неоднократно рекомендует читателям более основательное изучение классических языков и светских знаний и с негодованием отвергает суеверный взгляд многих единоверцев, что неевреи не имеют души.
Для Антоли все люди созданы по образу Божию; евреи имеют только специальную обязанность распространять истинное богопознание в силу того, что они сами выбрали себе такую историческую задачу. — «Греки выбрали себе мудрость, римляне — силу, а евреи — религиозность. Если же нееврей предаётся серьёзным исследованиям богословских вопросов, то его заслуги ещё значительнее: какое бы предположение в этой области им ни было высказано, оно не должно быть с лёгкостью отвергаемо евреем», — заявляет он. Сам Антали представляет пример такого интеллектуального свободомыслия, ибо в «Малмад» он не только цитирует при случае аллегорические объяснения, переданные ему Фридрихом II, но во многих случаях (Мориц Гюдеман насчитывает таковых 17) он приводит экзегетические замечания христианского учёного, которого называет своим «вторым учителем» после Самуила ибн-Тиббона. Этот христианский учёный отождествляется Сениором Заксом с Майклом Скотом, который, подобно Антали, также посвятил себя научной деятельности при дворе Фридриха II.

## Труды

### «Малмад»
«Малмад» (в оригинале «Малмад ха-Талмидим»; заглавие представляет игру слов, означая, с одной стороны, «наставника для учеников», а с другой — «прут или нагайку для учащихся») — составлен автором на 55-м году жизни и напечатан лишь в 1866 году обществом «Mekize Nirdamim» в Лике; представляет ряд речей, в которых автор старается поощрить изучение науки и рассеять тьму невежества. Текст разделён на небольшие главы сообразно недельным отделам Св. Писания. Благодаря глубоко этическому содержанию, стал популярной книгой вопреки его «еретическому» направлению в духе Маймонида.

### Переводы
Главная заслуга Антали в учёном мире — его труды в качестве переводчика: он совместно с Майклом Скотом, под влиянием Фридриха II, раскрыл западному миру сокровища арабской учёности. Антоли первым перевёл на еврейский язык комментарии Аверроэса и таким образом открыл новую эру в истории изучения аристотелевской философии.
В период между 1231—1235 годами Антоли перевёл следующие произведения:
- 1) «Алмагест» Птолемея — с арабского языка, хотя, по-видимому, греческий и латинский переводы этого трактата были ему небезызвестны. Еврейское заглавие этого перевода: «Хиббур ха-гадол ха-никра Альмагести» («Большое сочинение, называемое Алмагести»);
- 2) «Краткий очерк по астрономии» Аверроэса — книга, которая была неизвестна христианскому миру и не дошла до нас ни в оригинале, ни в латинском переводе; её еврейское заглавие — «Киццур Алмагести»;
- 3) «Основы астрономии» Алфергани. Возможно, что перевод был сделан с латинской версии. Впоследствии книга была переведена на латинский язык Яковом Христманном (Франкфурт, 1590) под заглавием «Elementa astronomica»; это заглавие, вероятно, лежит в основании еврейского названия этой книги «Йесодот ха-Текуна», которое несомненно позднейшего происхождения;
- 4) «Трактат о силлогизмах» Аль-Фараби — с арабского; получил еврейское заглавие «Сефер хекеш кацар» («Сокращённый трактат о силлогизмах»).[2]

Ему часто приписывали анонимный комментарий к Маймонидову «Путеводителю» под заглавием «Руах Хен». Именно в этом комментарии есть один намёк, на котором Цунц, следуя Штейншнейдеру, основывает своё предположение, что город Марсель следует считать первоначальной родиной Антоли.